# Купріянов Ігор Терентійович
Купрія́нов Ігор Терентійович (29 жовтня 1937, Вінниця — 10 червня 2015, Запоріжжя) — літературний критик, літературознавець, історик літератури, філософ, кандидат філологічних наук (1971), член НСПУ (1995).

## Біографічні дані
Народився 29 жовтня 1937 року у Вінниці в родині педагогів.
У 1962 році закінчив історично-філологічний факультет Луцького педагогічного інституту. Працював учителем. У 1970 році закінчив аспірантуру при Київському педагогічному інституті, захистив дисертацію на здобуття наукового ступеня кандидата філологічних наук. Працював у Вінницькому педінституті.
З 1973 по 1988 — доцент Київського університету і старший науковий співробітник Інституту літератури АН УРСР. З 1989 по 2008 — доцент у Запорізькому університеті, з 1990 по 1993 — засновник і завідувач кафедри українознавства.
Помер 10 червня 2015 року Запоріжжі після тяжкої хвороби.

### Особистість
У некролозі на сайті ЗНУ, зазначено, що Ігор Терентійович «був високо інтелігентною людиною, талановитим вченим, добрим другом, вчителем, наставником, великим українцем, який глибоко переживав за долю України».

## Наукова робота
Досліджував українсько-російські літературні зв'язки кінця 19 — початку 20 сторіччя, творчість російських письменників України. Вперше оприлюднив деякі вірші, листи і нотатки П. Куліша, Марка Вовчка, Я. Щоголіва, О. Кониського, І. Франка, В. Брюсова, О. Толстого, М. Грушевського, С. Черкасенка, М. Рильського, М. Зерова та інших. Співавтор книг «Літературно-мистецька Вінниччина» (О., 1969), «Історія українсько-російських літературних зв’язків» (у 2-х т., т. 1, 1987), «Русские советские писатели Украины» (1991), низки статей в УЛЕ; упорядник книг «Русские советские поэты Украины» (1987), «Волошин М. Киммерия» (1990; усі — Київ), «Письменники Запорізького краю» (З., 2002).
Йому належать праці про спорідненість ідейно-естететичних поглядів російських та українських майстрів слова, про творчість М. Некрасова, Марка Вовчка, М. Горького, В. Брюсова, М. Волошина, О. Блока, О. Толстого, М. Рильського, Л. Вишеславського та інших.
Його критичні статті та рецензії з 1962 року друкували в альманахах, збірниках, журналах та газетах. Автор монографій: «Формирование поэтической личности Максимилиана Волошина» (1971), «Судьба поэта: (Личность и поэзия Максимилиана Волошина) (1978, 1979), «Леонид Вышеславский: Очерк жизни и творчества» (1984), «Поэзия И. Франко в русских переводах конца XIX — начала XX в.» (1992), «Поэзия Леонида Вышеславского» (1993), «Одержимый любовью: Очерк жизни и творчества М. Ласкова» (1997), «Джерела» (1997). Автор філософських праць «Апейрон — сутнісна основа існування людської цивілізації» (2002, 2003) і «Теорія чистого ума» (2004, 2005; у співавторстві з В. Дорошкевичем), «Откровения гуру» (2008), «Этюды о загадочных проблемах мировой философии» (2009, у співавторстві з В. Дорошкевичем).
Праці письменника і вченого охоплювали широке коло питань, для нього характерне звернення до невирішених або маловивчених проблем, його праці ввели у науковий обіг великий обсяш фактичного матеріалу. Літературно-критичні та історико-літературні праці вченого відзначені глибоким аналізом проблем, точною звіреністю фактів, високою філологічною культурою. Автор має свій підхід до аналізу художніх явищ, неповторну манеру викладу матеріалу, свій стиль.

## Нагороди
- Обласна літературна премія імені В. Лісняка (1998).[1]